# 函館新聞
函館新聞（はこだてしんぶん）は、北海道函館市を拠点に、時期を異にして発行された複数の新聞が使った名称で、以下の各紙がある。
1. 函館新聞 ：1878年（明治11年）創刊の北海道最初の新聞。1898年に『函館毎日新聞』と改題して1937年（昭和12年）まで存続した[3][4]。
2. 函館新聞：1946年（昭和21年）に創刊し、1954年（昭和29年）5月まで存続した。1949年（昭和24年）に別会社の体裁をとって『夕刊はこだて』を創刊し、1950年8月には両紙を統合して朝夕刊セット紙となった[5]。
3. 函館新聞朝刊、函館新聞夕刊：上記の廃刊直後、1954年（昭和29年）6月に『函館新聞夕刊』、7月に『函館新聞朝刊』が創刊され、前者は同年7月、後者は1956年（昭和31年）3月まで存続した[5]。
4. 函館新聞：1997年（平成9年）創刊の日刊紙。

ここでは4および、その発行会社である株式会社函館新聞社（はこだてしんぶんしゃ）について述べる。

## 概要
函館新聞（はこだてしんぶん）は、北海道函館市と周辺の道南地方のうち、八雲町以南で発行されている日刊地方紙である。1997年（平成9年）1月1日創刊。発行元の函館新聞社は1995年（平成7年）11月15日に設立、1996年（平成8年）8月27日に登記され、地元企業のテーオーホールディングス（旧社名：テーオー小笠原）と、同じ北海道の十勝地方で『十勝毎日新聞』を発行している十勝毎日新聞社の共同出資企業である。
道内地方紙連合に加盟する。加盟紙は函館新聞のほか『十勝毎日新聞』『釧路新聞』『室蘭民報』『苫小牧民報』。春と秋の年2回『JIMOTO新聞』を発行している。2007年には日本新聞協会にも加盟した。
創刊時の経緯（#北海道新聞社による妨害工作「函館対策」を参照）により、時事通信から提携拒否され記事配信を受けられず、全国ニュース記事は読売新聞、地元以外のスポーツ記事は日刊スポーツから配信を受けてきたが、2018年4月1日に時事通信社と記事配信契約を締結し、同社から一般ニュースと株式情報の提供を受けることとなった。『読売新聞』『日刊スポーツ』からの記事配信も継続する。
また、印刷を請け負っていた函館市内の工場設備が老朽化したため、2023年春に印刷を読売新聞東京本社へ委託することで基本合意し、同年11月30日から同社大曲工場（北海道北広島市）での印刷が始まった
。

## 沿革
- 1995年11月15日：テーオー小笠原と十勝毎日新聞社が出資して、函館新聞社を設立[1]。
- 1997年1月1日：『函館新聞』を夕刊紙として創刊。
- 2000年4月1日：朝刊紙に移行[7]。
- 2007年：日本新聞協会に加盟。
- 2018年4月1日：時事通信社と記事配信契約を締結し、同社から一般ニュースと株式情報の提供を受ける。『読売新聞』『日刊スポーツ』からの記事配信も継続。

## 本社・支社
- 本社：北海道函館市港町1丁目17番8号
  - 編集局、営業局、総務局、情報システム室[1]
- 支社
  - 札幌支社：北海道札幌市中央区北3条西7丁目1番1 SAKURA-N3[1]
  - 東京支社：東京都中央区銀座7丁目14-4 TAKI銀座ビル2階[1]

東京支社は、十勝毎日新聞社東京支社と同じ場所にある[8]。

## 新聞販売エリア
- 函館市、北斗市、七飯町、森町、鹿部町、木古内町、知内町、福島町、松前町、厚沢部町、江差町[1]
- 乙部町の一部、上ノ国町の一部、八雲町の一部、長万部町の一部[1]

## 紙面

### 主な内容
- 天気
  - 1面目次下に掲載される。
- コラム「臥牛山」[注 1]
  - 1面最下段の広告の上に掲載。
- 「函館ルネッサンス」（おおた美登利作）[10]
  - 第1社会面に掲載する4コマ漫画。創刊号より現在まで連載継続している。
- ヒグマ出没情報
  - 第1社会面に掲載。
- 道南ネット
  - 函館市、北斗市を含めた道南地域のニュースを取り上げる。イベントの案内も掲載される。
- どうなんeye
  - 不定期掲載の特集記事。
- はつらつライフ
  - 水曜日掲載
  - 育児や生活について特集する。
- 我ら釣り仲間
  - 木曜日掲載
  - 通信員から寄せられた道南地区の釣り情報を掲載する。
- 教育
  - 金曜日掲載
  - 教育全般について特集する。講演会や学校で開催されたイベントが取り上げられることもある。
- ニュース細見
  - 日曜日掲載
  - 道南地域のニュースを取り上げ、解説する。
- 読者のひろば（投稿欄）
  - 原則隔週水曜日掲載
  - 都合により掲載日が変更されることもある。
  - イラスト、俳句、川柳、短歌、詩、エッセー、私のひとこと（読者の意見）
  - かつては、イラスト、俳句、川柳、短歌、詩、エッセーとは別に「読者の声 石畳」が毎週月曜日に掲載されていた。

現在、社説は掲載されていない。

### テレビ・ラジオ欄
最終面（2018年4月時点）

#### 地上波
- NHK総合
- NHK Eテレ（メインチャンネルの番組のみ掲載、サブチャンネルの番組はBSテレビ・ラジオ面に掲載）
- HBC
- STV
- HTB
- UHB
- TVh

#### BSデジタル放送
- NHK BS1
- NHK BSプレミアム

#### BSテレビ・ラジオ面
BSデジタル放送
- WOWOWプライム
- WOWOWライブ
- WOWOWシネマ
- BS日テレ
- BS朝日
- BS-TBS
- BSテレ東
- BSフジ
- BS11
- TwellV
- 放送大学テレビ
- GREEN CHANNEL
- Dlife

AMラジオ
- NHK第1
- NHK第2
- HBCラジオ
- STVラジオ

FMラジオ
- NHK-FM
- NORTH WAVE
- AIR-G'
- FMいるか

このほか、NCV函館センターのコミュニティチャンネルで放送される番組も掲載している。

## 出版物
函館新聞社に出版局はなく、縮刷版や連載をまとめた単行本は発行されていないが、メディア局から無料雑誌『ハコラク』が毎月15日前後に発行される。『函館新聞』宅配購読者には新聞折込で配布されるほか、電子版購読者には郵送される。また、函館市と近郊の一部のスーパーマーケット、コンビニエンスストア、書店、道の駅などでも配布される。
かつては、タブロイド版のフリーペーパーとして、季刊『a-time』と月刊『タウンライフ』が広告局から発行されていた。

## 北海道新聞社による妨害工作「函館対策」
函館新聞社設立直前の1994年、ブロック紙の北海道新聞社（道新）は、函館市で夕刊の地域新聞が創刊される動きがあったことを察知した上で、『函館新聞』をはじめ、『函館毎日新聞』『函館日日新聞』『函館タイムス』『夕刊函館タイムス』『夕刊函館』『新函館』『南北海道新聞』『道南新聞』の9つの題号商標登録出願を行った。この出願に関して、北海道新聞社の岸本忠取締役社長室長（当時）は「道新のルーツは戦時中に十一紙が統合されたことにあり、商標登録の出願をした各々の名前は、ルーツ紙を中心にした」と説明した。
函館新聞社は道新の商標集中出願に対し、新たな新聞の創刊を阻害させられるおそれがあるとして商標申請の取り消しを求めた。また、出資元である十勝毎日新聞社の社長兼主筆の林光繁は「1941年に国家総動員法に基づき新聞事業令が出され、その翌年に北海道新聞が発足したのです。北海道新聞の歴史は国家総動員法に基づいて出来た社であるということです。新聞ならば紙面のうえで戦うのが正しい姿勢です。それを軍の統制に基づく発足をルーツだとしてルーツ紙の題字を使用してはならないと言う。戦時統合でできた新聞が新規参入を妨げるとは何をかいわんや、です」とコメントを述べ、道新の行為を批判した。
これに対し道新は「商標は国民に認められた権利」「日本新聞協会加盟141社のうち、新聞またはタイムスの文字をつけない題号の新聞社は53を越える」と主張。さらに道新の社長室次長（当時）は「函館地域は、普及率が高いなど我が社にとって金城湯地だ。そこが崩れることは、我が社全体が後退する前兆になるので見過ごせない。侵食されないよう、必死に営業努力をしているだけだ」とコメントした。その後、函館新聞社が『函館新聞』での題号で創刊することを決めたあと、道新側がこの題号に関係の薄い『函館毎日』など5つのタイトルについて自主的に出願を撤回した。
これを受け、特許庁は『函館新聞』など4つの題号について審査。その結果、
1. 北海道新聞は道内の代表的ブロック紙であり、函館地方の新聞創刊構想、気運、動向を知りうる立場にあった
2. 地方紙の題字として採択される可能性が高い商標を集中的に、しかも自ら使用することが極めて低いにもかかわらず出願した
3. この出願により、函館地方の新聞創刊の途を狭くしたことを目的といわざるを得ない
4. 公正な競業秩序を乱す

として、北海道新聞社が出願した4つの題号すべてについて拒絶査定の判断をした。その際、函館新聞社が主張していた、新聞のタイトルには地名＋新聞、日報、タイムスなどのきわめて制限されたものしかない、同一地区で同じ新聞社が別の題字の新聞を発行していることは認められないといった主張を全面的に認定した。
1998年2月に公正取引委員会は、北海道新聞社の行為が独占禁止法の3条前段（私的独占の禁止）に違反するとして「函館対策と称する一連の行為と同様の行為により、函館新聞社の一般日刊新聞の発行に関する事業活動を排除しないこと」と排除勧告をしたが、北海道新聞社はこれに応じず審判手続が行われた。審判手続は2000年2月に北海道新聞社が勧告の同意審決を申し出て終結し、道新の行為が独占禁止法に違反することが確定した。
この事件は函館新聞社に対するさらなる妨害行為に発展し、道新と資本関係のある北海道文化放送とテレビ北海道でのテレビCM放映拒否、時事通信社による提携拒否、大手製紙会社による新聞用紙納入拒否など遺恨を残し、新聞業界の閉鎖性と新規参入の困難さを証明する結果となった。
その後、2002年4月に函館新聞社は北海道新聞社に損害賠償を求める民事訴訟を提訴、裁判所からの和解勧告により、北海道新聞社が2億2,000万円の賠償額を支払うことと、函館新聞社が訴訟を取り下げることで、2006年10月24日に和解が成立した。